# Nucli d'Albinyana
El Nucli d'Albinyana és una obra d'Albinyana (Baix Penedès) protegida com a Bé Cultural d'Interès Local.

## Descripció
Albinyana és un municipi de la comarca del Baix Penedès, a la falda de la Serra del Quadrell, molt proper a la vila de El Vendrell i Valls. Es tracta d'un petit nucli situat sobre un turonet i construït al voltant de l'església i la Plaça Major. Els immobles conservats representen mostres d'arquitectura tradicional i popular, amb les façanes emblanquinades, portals adovellats i finestres emmarcades amb pedra.

## Història
Les primeres referències històriques documentades sobre la població daten del segle xi, moment en què el vescomte Guitard va construir el seu castell. Durant els segles xvii i xviii es construïren una gran quantitat d'edificis rellevants, tals com l'església parroquial de Sant Bartomeu o el Santuari de Sant Antoni de Pàdua.